# Cimetière Miousskoïe

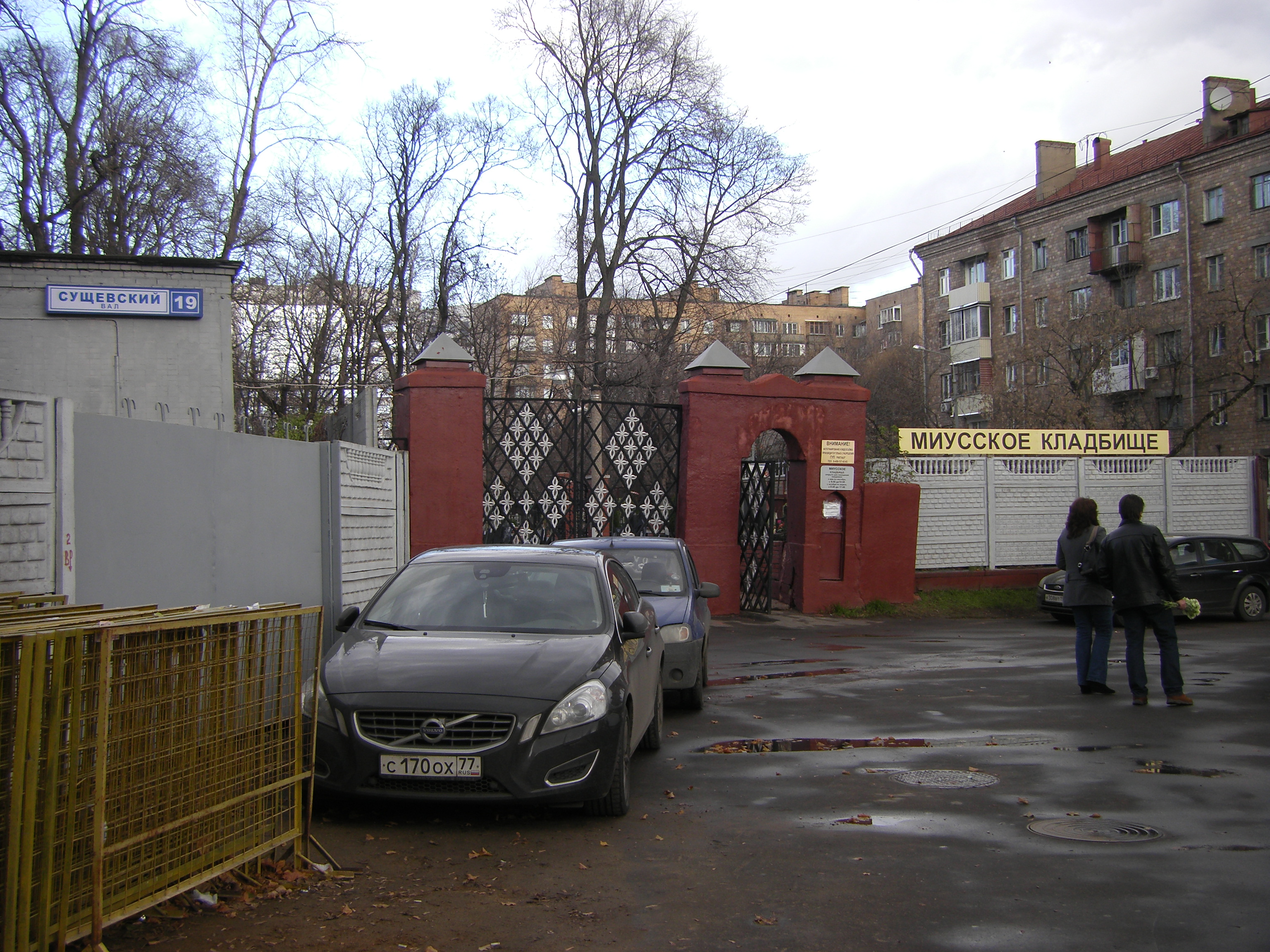
Entrée du cimetière.

Le cimetière Miousskoïe (Миусское кладбище) est un cimetière situé dans le nord de la ville de Moscou dans l'arrondissement de Marina Rochtcha. Il s'étend sur environ 6 hectares.

## Histoire

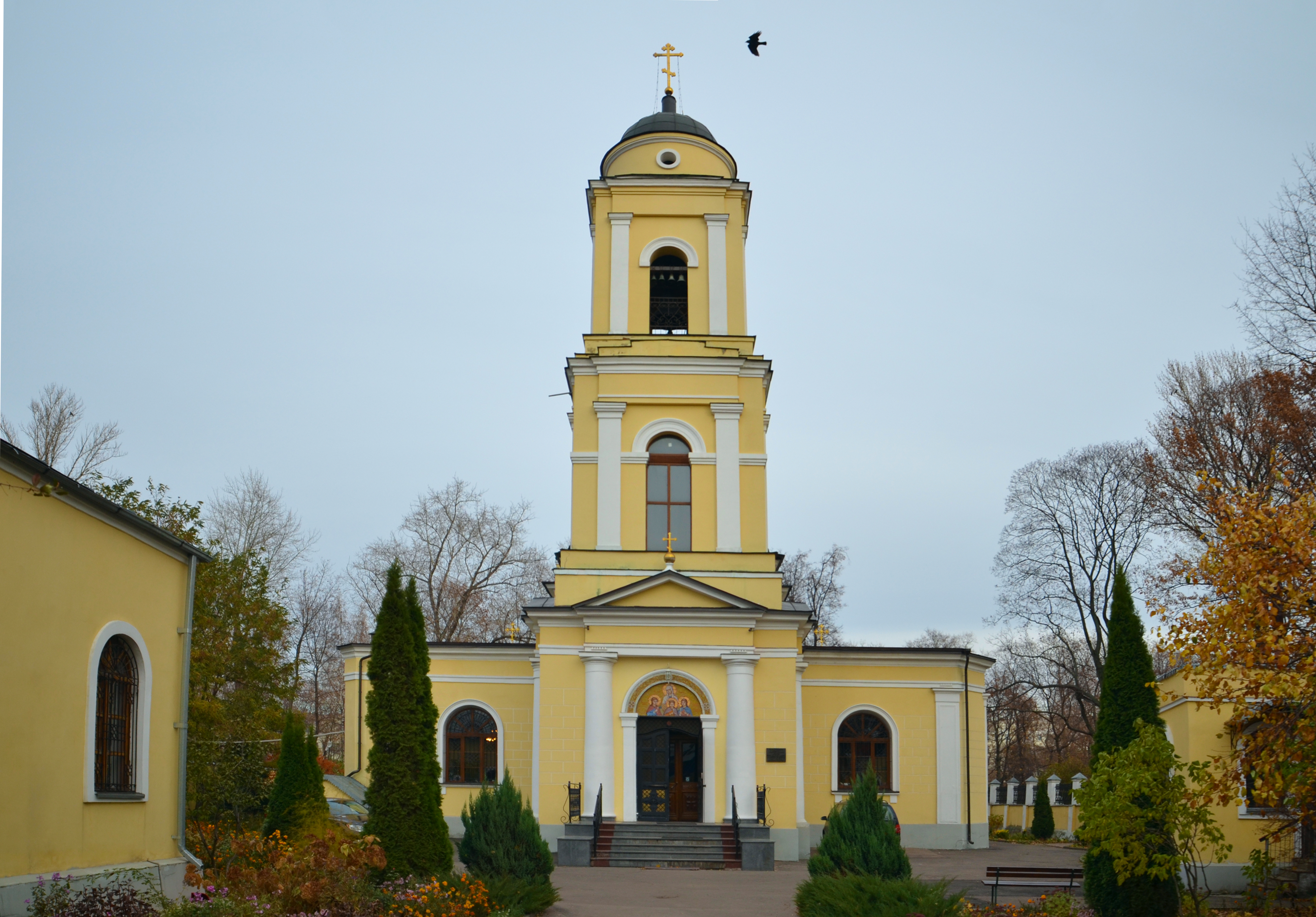
Église du cimetière Miousskoïe.

Le cimetière est ouvert pendant l'épidémie de peste de 1771, près du lieu-dit de Mioussa (d'où son nom qui signifie cimetière de Mioussa). On y enterre surtout des marchands, des artisans et des petits bourgeois de Marina Rochtcha et de Boutyrki. 
L'on construit en 1823 une église financée par le marchand Kojevnikov, dédiée à la Foi (Véra), l'Espérance (Nadejda), la Charité (Lioubov) et la Sagesse (Sophia), selon les plans de l'architecte Alexandre Elkinski. Elle est agrandie en 1835, puis en 1912 avec un clocher et un dispensaire. Le culte est interdit en 1922 et rétabli en 1990.

## Personnalités inhumées
- Kir Boulitchev (1934-2003), écrivain de science-fiction
- Mikhaïl Gasparov (1935-2005), philologue, essayiste
- Boris Grouchine (1929-2007), philosophe, sociologue
- Mikhaïl Katchénovski (1775-1842), historien
- Valentin Kouzine (1926-1994), champion de hockey sur glace
- Vladimir Pravditch-Neminski (1879–1952), physiologiste
- Boris Rytsarev (1930-1995), réalisateur
- Alexandre Vedernikov (1927-2018), artiste lyrique
- Alexandre Vedernikov (1964-2020), chef d'orchestre, fils du précédent
- Dziga Vertov (1896-1954), réalisateur

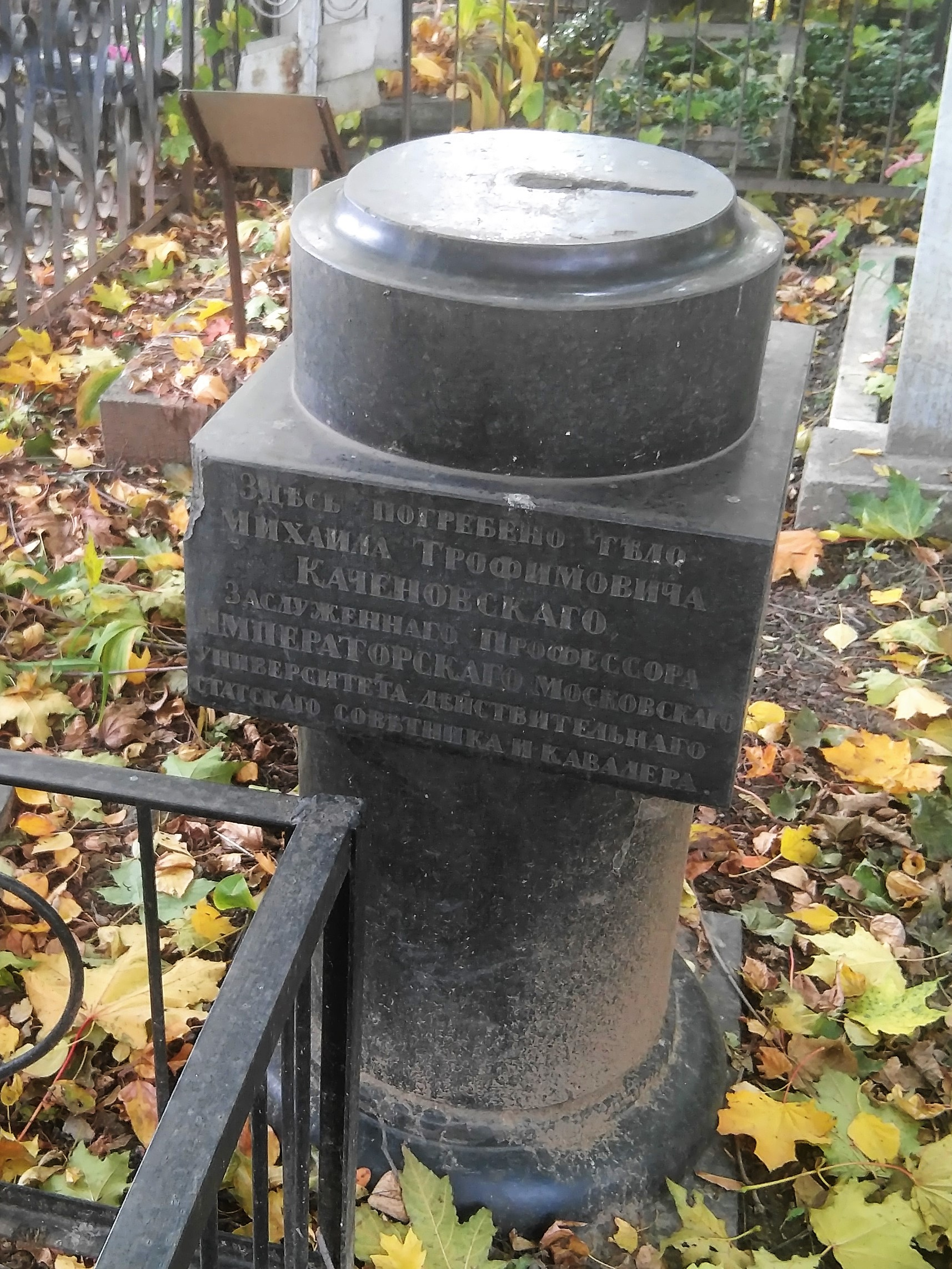
Sépulture de Mikhaïl Katchénovski
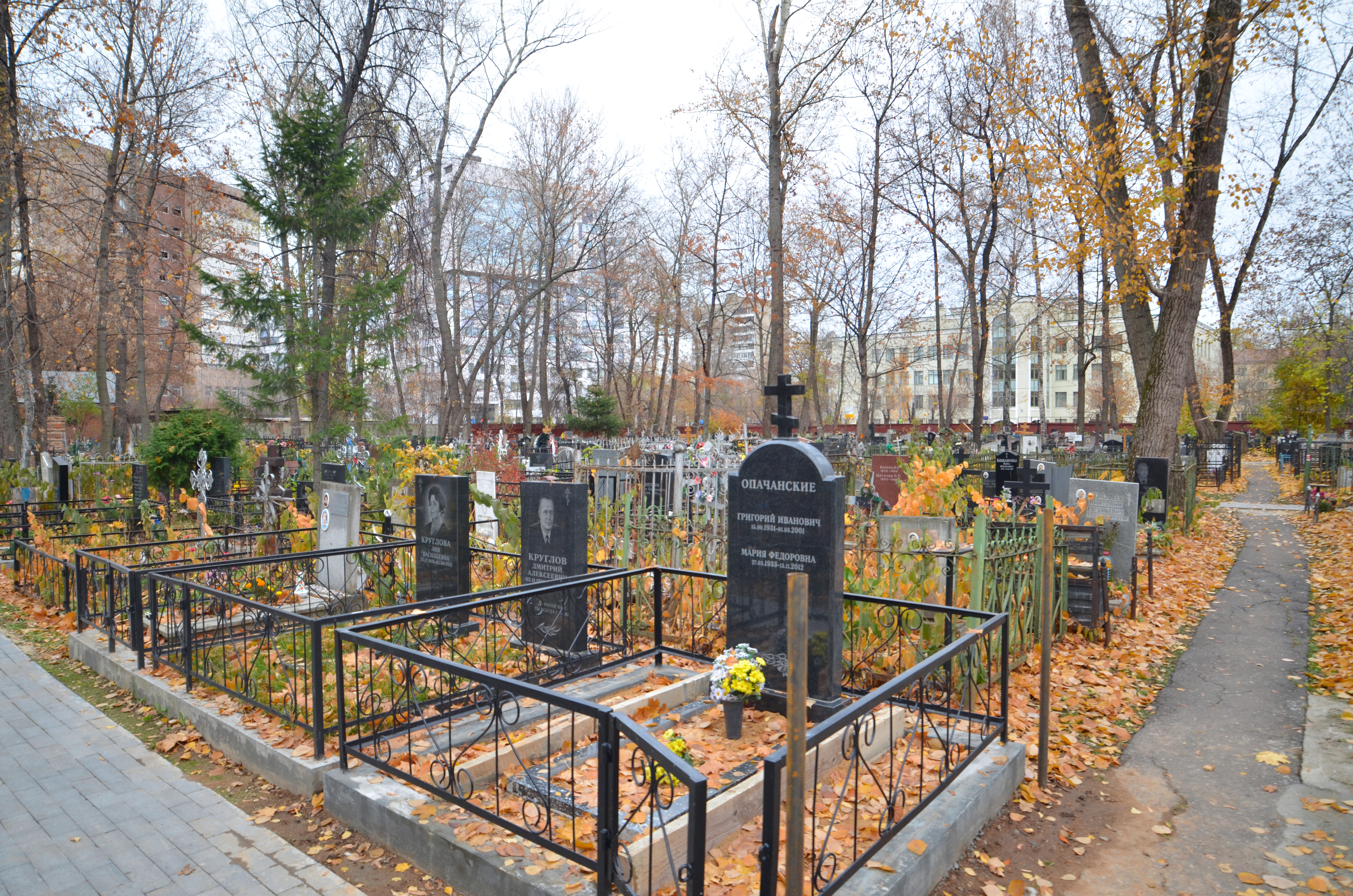
Vue du cimetière
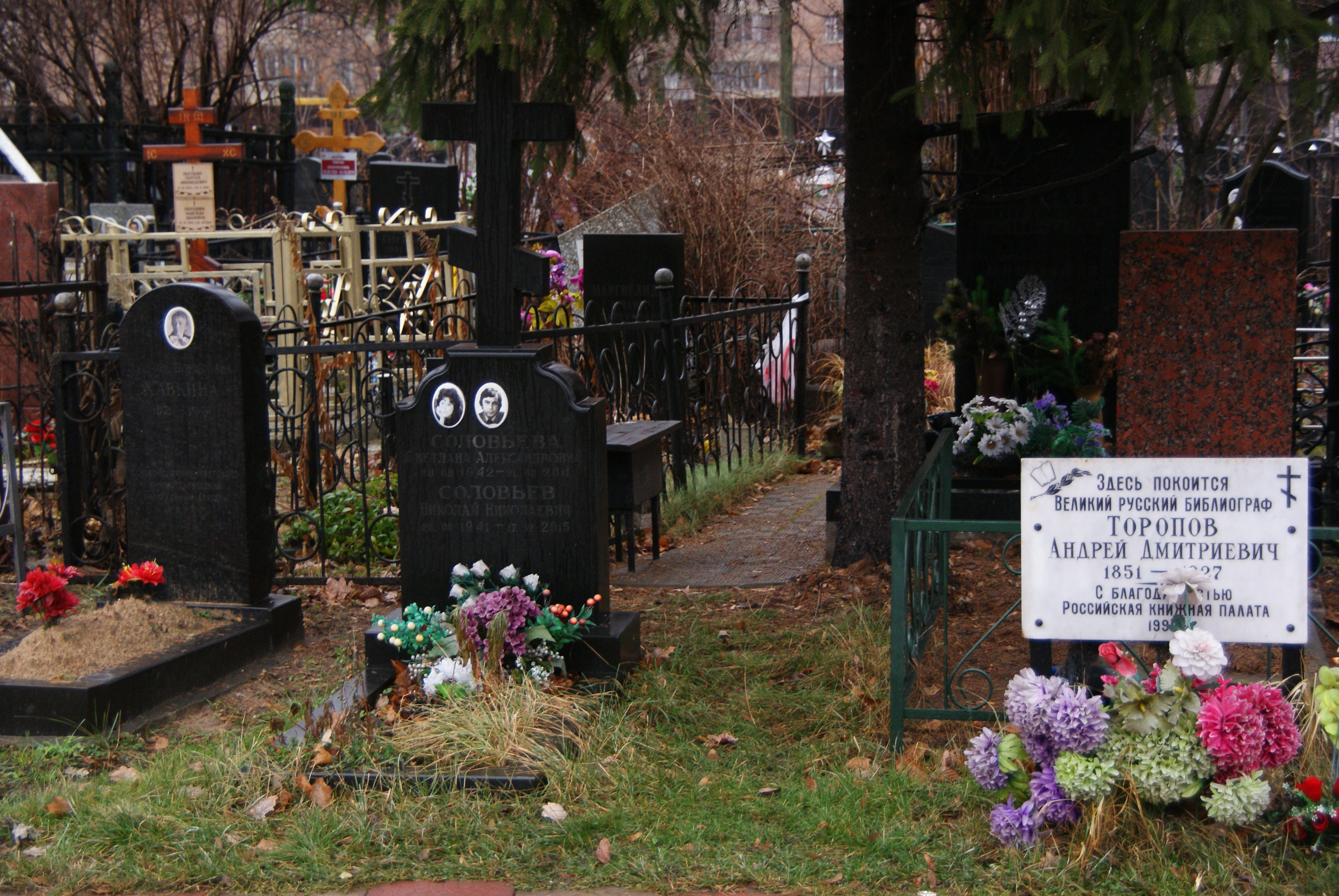
Vue du cimetière